# Vyšná Šebastová
Vyšná Šebastová este o comună slovacă, aflată în districtul Prešov din regiunea Prešov. Localitatea se află la altitudinea de 372 m deasupra n.m., se întinde pe o suprafață de 10,64 km2 și în 2014 număra 1.191 de locuitori. 

## Istoric
Localitatea Vyšná Šebastová este atestată documentar din 1272.

## Demografie
| An:                | 1994 | 2004   | 2014    | 2024    |
| ------------------ | ---- | ------ | ------- | ------- |
| Număr de persoane: | 944  | 1022   | 1191    | 1349    |
| Diferență:         |      | +8,26% | +16,53% | +13,26% |

| An:                | 2023 | 2024   |
| ------------------ | ---- | ------ |
| Număr de persoane: | 1351 | 1349   |
| Diferență:         |      | −0,14% |